# Matthew Ridenton
Matthew George Robert Ridenton (ur. 11 marca 1996 w Auckland) – nowozelandzki piłkarz występujący na pozycji pomocnika w nowozelandzkim klubie Wellington Phoenix oraz w reprezentacji Nowej Zelandii.

## Kariera klubowa

### Wellington Phoenix
1 kwietnia 2013 podpisał kontrakt z klubem Wellington Phoenix. Zadebiutował 6 grudnia 2013 w meczu A-League przeciwko Perth Glory (4:2). Pierwszą bramkę dla drużyny rezerw zdobył 7 grudnia 2014 w meczu New Zealand Premiership przeciwko Hawke’s Bay United (2:5). Pierwszą bramkę dla głównej drużyny zdobył 13 listopada 2015 w meczu ligowym przeciwko Adelaide United (4:2).

### Newcastle United Jets
9 maja 2018 przeszedł do drużyny Newcastle United Jets. Zadebiutował 7 sierpnia 2018 w meczu FFA Cup przeciwko Gold Coast Knights (0:1). W A-League zadebiutował 21 października 2018 w meczu przeciwko Wellington Phoenix (2:1). Pierwszą bramkę zdobył 1 lutego 2019 w meczu ligowym przeciwko Western Sydney Wanderers (1:5). 12 lutego 2019 zadebiutował w kwalifikacjach do Azjatyckiej Ligi Mistrzów w meczu przeciwko Persija Dżakarta (3:1), w którym zdobył bramkę.

### Brisbane Roar
15 lipca 2020 podpisał kontrakt z zespołem Brisbane Roar. Zadebiutował 19 lipca 2020 w meczu A-League przeciwko Adelaide United (0:1). Pierwszą bramkę zdobył 29 lipca 2020 w meczu ligowym przeciwko Melbourne Victory (1:2).

### Wellington Phoenix
6 listopada 2020 przeszedł do klubu Wellington Phoenix. Zadebiutował 2 stycznia 2021 w meczu A-League przeciwko Sydney FC (1:2).

## Kariera reprezentacyjna

### Nowa Zelandia U-17
W 2013 roku otrzymał powołanie do reprezentacji Nowej Zelandii U-17. Zadebiutował 19 kwietnia 2013 w meczu fazy grupowej Mistrzostw Oceanii U-17 2013 przeciwko reprezentacji Nowej Kaledonii U-17 (0:4). We wrześniu 2013 otrzymał powołanie na Mistrzostwa Świata U-17 2013. Na Mundialu U-17 2013 zadebiutował 17 października 2013 w meczu fazy grupowej przeciwko reprezentacji Urugwaju U-17 (7:0).

### Nowa Zelandia U-20
W 2015 roku otrzymał powołanie do reprezentacji Nowej Zelandii U-20. Zadebiutował 24 maja 2015 w meczu towarzyskim przeciwko reprezentacji Austrii U-20 (2:4). W maju 2015 otrzymał powołanie na Mistrzostwa Świata U-20 2015. Na Mundialu U-20 2015 zadebiutował 30 maja 2015 w meczu fazy grupowej przeciwko reprezentacji Ukrainy U-20 (0:0).

### Nowa Zelandia
W 2014 roku otrzymał powołanie do reprezentacji Nowej Zelandii. Zadebiutował 30 maja 2014 w meczu towarzyskim przeciwko reprezentacji Południowej Afryki (0:0). 12 maja 2016 otrzymał powołanie na Puchar Narodów Oceanii 2016. Jego zespół dotarł do finału, gdzie pokonał reprezentację Papui-Nowej Gwinei (0:0 k. 4:2) i zdobył złoty medal.

## Statystyki

### Klubowe
(aktualne na dzień 9 marca 2021)
| Klub                        | Sezon              | Liga                    | Liga  | Liga   | Puchar kraju | Puchar kraju | Azja  | Azja   | Suma  | Suma   |
| Klub                        | Sezon              | Liga                    | Mecze | Bramki | Mecze        | Bramki       | Mecze | Bramki | Mecze | Bramki |
| --------------------------- | ------------------ | ----------------------- | ----- | ------ | ------------ | ------------ | ----- | ------ | ----- | ------ |
| Wellington Phoenix          | 2013/14            | A-League                | 13    | 0      | 0            | 0            | –     | –      | 13    | 0      |
| Wellington Phoenix          | 2014/15            | A-League                | 3     | 0      | 0            | 0            | –     | –      | 3     | 0      |
| Wellington Phoenix          | 2015/16            | A-League                | 16    | 3      | 0            | 0            | –     | –      | 16    | 3      |
| Wellington Phoenix          | 2016/17            | A-League                | 15    | 1      | 0            | 0            | –     | –      | 15    | 1      |
| Wellington Phoenix          | 2017/18            | A-League                | 26    | 0      | 0            | 0            | –     | –      | 26    | 0      |
| Wellington Phoenix          | Ogólnie            | Ogólnie                 | 73    | 4      | 0            | 0            | 0     | 0      | 73    | 4      |
| Wellington Phoenix Reserves | 2014/15            | New Zealand Premiership | 7     | 1      | 0            | 0            | –     | –      | 7     | 1      |
| Wellington Phoenix Reserves | 2015/16            | New Zealand Premiership | 3     | 1      | 0            | 0            | –     | –      | 3     | 1      |
| Wellington Phoenix Reserves | 2016/17            | New Zealand Premiership | 6     | 2      | 0            | 0            | –     | –      | 6     | 2      |
| Wellington Phoenix Reserves | Ogólnie            | Ogólnie                 | 16    | 4      | 0            | 0            | 0     | 0      | 16    | 4      |
| Newcastle United Jets       | 2018/19            | A-League                | 21    | 1      | 2            | 0            | 2     | 1      | 25    | 2      |
| Newcastle United Jets       | 2019/20            | A-League                | 9     | 0      | 1            | 0            | –     | –      | 10    | 0      |
| Newcastle United Jets       | Ogólnie            | Ogólnie                 | 30    | 1      | 3            | 0            | 2     | 1      | 35    | 2      |
| Brisbane Roar               | 2019/20            | A-League                | 5     | 1      | 0            | 0            | –     | –      | 5     | 1      |
| Brisbane Roar               | Ogólnie            | Ogólnie                 | 5     | 1      | 0            | 0            | 0     | 0      | 5     | 1      |
| Wellington Phoenix          | 2020/21            | A-League                | 8     | 0      | 0            | 0            | –     | –      | 8     | 0      |
| Wellington Phoenix          | Ogólnie            | Ogólnie                 | 8     | 0      | 0            | 0            | 0     | 0      | 8     | 0      |
| Ogólnie w karierze          | Ogólnie w karierze | Ogólnie w karierze      | 132   | 10     | 3            | 0            | 2     | 1      | 137   | 11     |

### Reprezentacyjne
(aktualne na dzień 9 marca 2021)
| Reprezentacja      | Rok     | Mecze | Bramki |
| ------------------ | ------- | ----- | ------ |
| Nowa Zelandia U-17 |         |       |        |
| 2013               | 6       | 0     |        |
| Ogólnie            | Ogólnie | 6     | 0      |
| Nowa Zelandia U-20 |         |       |        |
| 2015               | 3       | 0     |        |
| Ogólnie            | Ogólnie | 3     | 0      |
| Nowa Zelandia      |         |       |        |
| 2014               | 1       | 0     |        |
| 2015               | 0       | 0     |        |
| 2016               | 2       | 0     |        |
| 2017               | 0       | 0     |        |
| 2018               | 2       | 0     |        |
| 2019               | 1       | 0     |        |
| Ogólnie            | Ogólnie | 6     | 0      |

| Mecze i gole w reprezentacji | Mecze i gole w reprezentacji | Mecze i gole w reprezentacji | Mecze i gole w reprezentacji | Mecze i gole w reprezentacji  | Mecze i gole w reprezentacji | Mecze i gole w reprezentacji | Mecze i gole w reprezentacji |
| Nowa Zelandia U-17           | Nowa Zelandia U-17           | Nowa Zelandia U-17           | Nowa Zelandia U-17           | Nowa Zelandia U-17            | Nowa Zelandia U-17           | Nowa Zelandia U-17           | Nowa Zelandia U-17           |
| Lp.                          | Data                         | Miejsce                      | Gospodarz                    | Gość                          | Wynik                        | Gol                          | Rozgrywki                    |
| ---------------------------- | ---------------------------- | ---------------------------- | ---------------------------- | ----------------------------- | ---------------------------- | ---------------------------- | ---------------------------- |
| 1.                           | 19.04.2013                   | Luganville                   | Nowa Kaledonia U-17          | Nowa Zelandia U-17            | 0:4                          |                              | Mistrzostwa OFC U-17 2013    |
| 2.                           | 21.04.2013                   | Luganville                   | Vanuatu U-17                 | Nowa Zelandia U-17            | 1:2                          |                              | Mistrzostwa OFC U-17 2013    |
| 3.                           | 25.04.2013                   | Luganville                   | Nowa Zelandia U-17           | Papua-Nowa Gwinea U-17        | 4:0                          |                              | Mistrzostwa OFC U-17 2013    |
| 4.                           | 17.10.2013                   | Ras al-Chajma                | Urugwaj U-17                 | Nowa Zelandia U-17            | 7:0                          |                              | MŚ U-17 2013                 |
| 5.                           | 20.10.2013                   | Ras al-Chajma                | Włochy U-17                  | Nowa Zelandia U-17            | 1:0                          |                              | MŚ U-17 2013                 |
| 6.                           | 23.10.2013                   | Abu Zabi                     | Nowa Zelandia U-17           | Wybrzeże Kości Słoniowej U-17 | 0:3                          |                              | MŚ U-17 2013                 |
| Nowa Zelandia U-20           |                              |                              |                              |                               |                              |                              |                              |
| Lp.                          | Data                         | Miejsce                      | Gospodarz                    | Gość                          | Wynik                        | Gol                          | Rozgrywki                    |
| 1.                           | 24.05.2015                   | Auckland                     | Nowa Zelandia U-20           | Austria U-20                  | 2:4                          |                              | Mecz towarzyski              |
| 2.                           | 30.05.2015                   | Auckland                     | Nowa Zelandia U-20           | Ukraina U-20                  | 0:0                          |                              | MŚ U-20 2015                 |
| 3.                           | 02.06.2015                   | Auckland                     | Nowa Zelandia U-20           | Stany Zjednoczone U-20        | 0:4                          |                              | MŚ U-20 2015                 |
| Nowa Zelandia                |                              |                              |                              |                               |                              |                              |                              |
| Lp.                          | Data                         | Miejsce                      | Gospodarz                    | Gość                          | Wynik                        | Gol                          | Rozgrywki                    |
| 1.                           | 30.05.2014                   | Auckland                     | Nowa Zelandia                | Południowa Afryka             | 0:0                          |                              | Mecz towarzyski              |
| 2.                           | 04.06.2016                   | Port Moresby                 | Nowa Zelandia                | Wyspy Salomona                | 1:0                          |                              | Puchar Narodów Oceanii 2016  |
| 3.                           | 08.10.2016                   | Nashville                    | Nowa Zelandia                | Meksyk                        | 1:2                          |                              | Mecz towarzyski              |
| 4.                           | 02.06.2018                   | Mumbaj                       | Kenia                        | Nowa Zelandia                 | 2:1                          |                              | Mecz towarzyski              |
| 5.                           | 07.06.2018                   | Mumbaj                       | Indie                        | Nowa Zelandia                 | 1:2                          |                              | Mecz towarzyski              |
| 6.                           | 17.11.2019                   | Wilno                        | Litwa                        | Nowa Zelandia                 | 1:0                          |                              | Mecz towarzyski              |

## Sukcesy

### Reprezentacyjne

#### Nowa Zelandia U-17
- Mistrzostwa Oceanii U-17 (1×): 2013

#### Nowa Zelandia
- Puchar Narodów Oceanii (1×): 2016